# Hau (Bedburg-Hau)

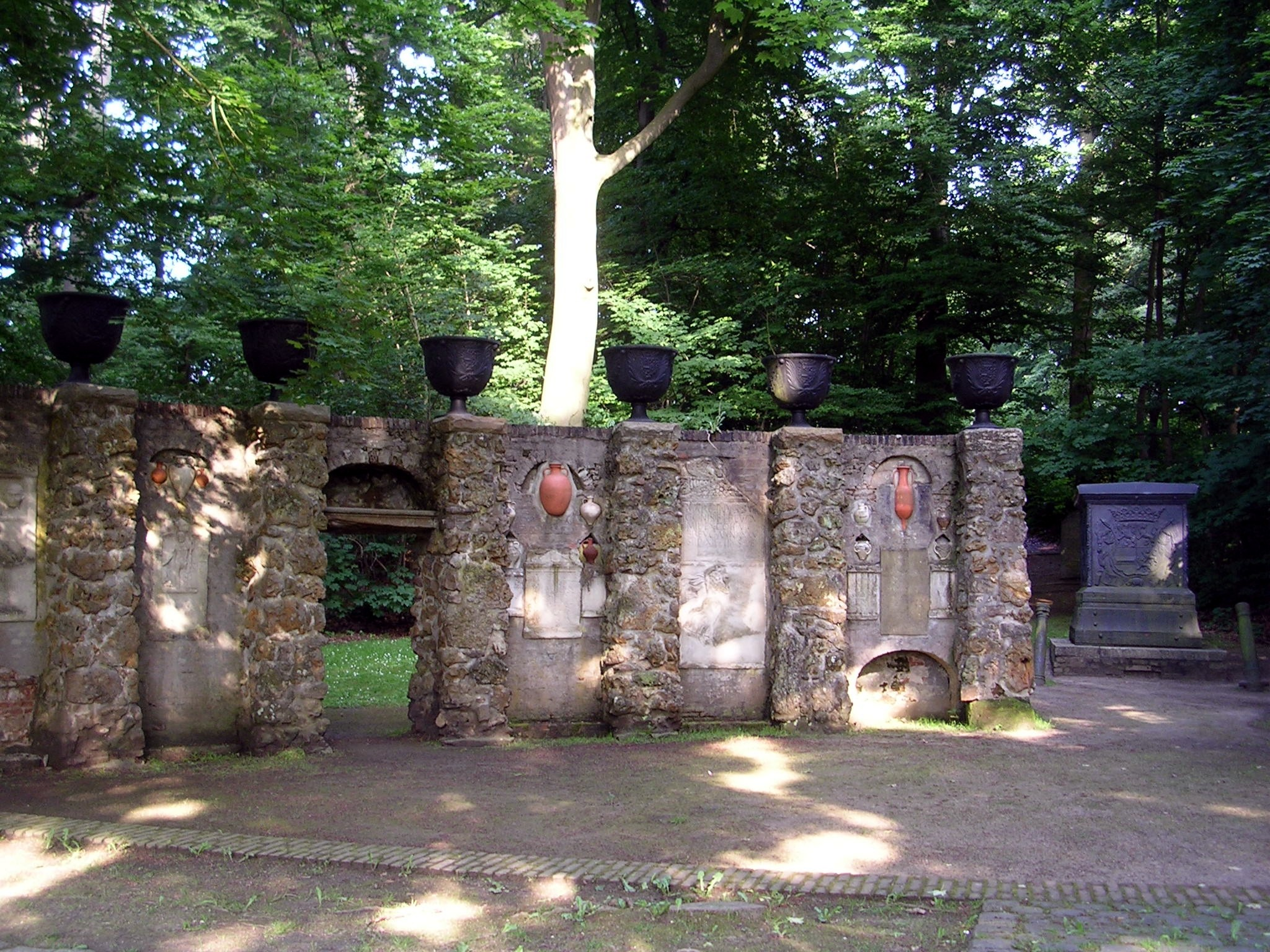
Graftombe van Johan Maurits in Berg und Tal

Hau is een dorp met ca. 5.506 inwoners in de gemeente Bedburg-Hau in Kreis Kleve. Het dorp ligt op de Nederrijnse Heuvelrug, op enkele kilometers ten zuidoosten van Kleef. Een gebiedsdeel heet 'Berg und Tal'. Nabijgelegen plaatsen zijn  Hasselt en Schneppenbaum.

## Geschiedenis
Gemeentelijke herindeling 1969
Het dorp Hau maakt sinds 1969 deel uit van de nieuwe gemeente Bedburg-Hau. Bedburg was het grootste kerspel in de buurt en Hau was de grootste gemeente van het toenmalige Amt Till. De nieuw gevormde gemeente kreeg de naam van het station.
Tweede Wereldoorlog
In februari en maart 1945 vond in het nabijgelegen Reichswald een belangrijk gedeelte van Operatie Veritable plaats. Een begraafplaats voor Duitse gevallenen bevindt zich op het terrein van de LVR-Klinik.
LVR-Klinik Bedburg-Hau
Bij Station Bedburg-Hau ligt het terrein van de psychiatrische kliniek LVR-Klinik Bedburg-Hau, dat met zijn jugendstil-gebouwen stamt uit het begin van de twintigste eeuw (1908). Ook het station werd in die tijd gebouwd. Vele werknemers van de inrichting wonen in Hau. Op het terrein is in 'Haus 6' het Artoll Labor kunstenaarsinitiatief gevestigd met exposities van hedendaagse kunst.
Middeleeuwen
Hau behoorde tot het Hertogdom Kleef en daarvoor tot de Grafen van Kleef.
St. Antoniuskerk
De oude Sint-Antoniuskerk stamt van een kapel 'op den Hau' uit de 14e eeuw. Deze werd gebouwd in baksteen en was lange tijd het vroegste voorbeeld van baksteenarchitectuur rondom Kleef. Zij bleef tot het eind van de 19e eeuw onveranderd. In 1882 werd de kerk uitgebreid met nieuwe zijschepen en een sacristie. In de Tweede Wereldoorlog werd de kerk beschadigd en in 1950 herbouwd. In 1976 volgde een grondige sanering. In 1988 werd in een nieuwbouwgebied in Hau een tweede St. Antoniuskerk gebouwd, de nieuwe St. Antoniuskerk.

## Berg und Tal
In Berg und Tal bevindt zich in de openlucht een mausoleum met Romeinse grafplaten van Johan Maurits van Nassau-Siegen. In 1678, een jaar voor zijn dood, liet Johan Maurits een graftombe bouwen naar klassiek voorbeeld op de Papenberg in Berg und Tal. Het was nabij het door hem bewoonde landhuis - een kluizenarij met kapel - met uitzicht op Kleef. De stad Kleef was op dat moment door Franse troepen bezet. Johan Maurits beleefde het nog dat de Fransen Kleef verlieten. Hij stierf in december 1679, in Berg und Tal. Hij werd er eerst in het door hem aangelegde mausoleum bijgezet, maar in 1680 werd hij in overeenstemming met zijn laatste wilsbeschikking in zijn eigen graafschap Siegen in de Grafkelder van Nassau-Siegen herbegraven.

## Sternbusch
Sternbusch is een openluchtzwembad gelegen aan de Freudenberg in Hau.

## Wandel- en fietsroutes
Voltaire Weg
Het wandelpad Voltaire Weg loopt over de Nederrijnse Heuvelrug van Hau naar Till-Moyland waar in 1997 Museum Schloss Moyland werd geopend.
Prinz-Moritz Weg
De Prinz-Moritz Weg voert de wandelaar langs het grafmonument van Johan Maurits van Nassau-Siegen en door het dal langs de oevers van de Kermisdahl tot aan Kleef.
Via Romana
De Via Romana-fietsroute loopt langs meerdere oudheidkundig interessante plaatsen en musea in de linker-Nederrijnregio.